# L'Homme à la tête fêlée
Pour plus de détails, voir Fiche technique et Distribution.
L'Homme à la tête fêlée (titre original : A Fine Madness) est un film américain réalisé par Irvin Kershner et sorti en 1966.

## Synopsis
Alors qu'un poète, Samson Shillitoe, connait une panne d'inspiration, il accepte de voir un psychiatre ainsi que sa belle épouse.

## Fiche technique
- Réalisation : Irvin Kershner
- Scénario : Elliott Baker
- Production : Jerome Hellman
- Distribution : Warner Bros.
- Photographie : Ted D. McCord
- Musique : John Addison
- Montage : William H. Ziegler
- Durée : 104 minutes
- Date de sortie: 
  - États-Unis : 29 juin 1966
- Affiche : Raymond Elseviers (Belgique)

## Distribution
- Sean Connery (VF : Jean-Claude Michel) : Samson Shillitoe
- Joanne Woodward : Rhoda
- Jean Seberg : Lydia West
- Patrick O'Neal : Dr Oliver West
- Colleen Dewhurst : Dr Vera Kropotkin
- Clive Revel : Dr Menken
- Werner Peters : Dr Vorbeck
- John Fiedler : Daniel K. Papp
- Kay Medford : Mme Fish
- Jackie Coogan : M. Fitzgerald
- Zohra Lampert : Mme Tupperman
- Sue Ane Langdon : Mlle Walnicki
- Sorrell Booke : Leonard Tupperman
- Bibi Osterwald : Mme Fitzgerald
- Mabel Albertson : Femme de ménage
- Jon Lormer : Dr Huddleson

## Réception du film
L'Homme à la tête fêlée a rapporté 1,8 million de $ de recettes aux États-Unis et au Canada.